# パスタ・アル・ポモドーロ
パスタ・アル・ポモドーロ（pasta al pomodoro、「トマトのパスタ」）ないし換称でパスタ・アル・スーゴ（pasta al sugo、「ソースのパスタ」）とは、イタリア料理のプリモ・ピアットの一つであり、トマトソースとバジルの葉で味付けしたパスタで作られる。
パスタ料理でのトマトソースの使用について初めて言及したのは、フランチェスコ・レオナルディが1807年から1808年に出版したApicio Moderno の第2版であり、ここでは「ナポリ風マカロニ」の変形とされている。